# Lende
Lende es un género extinto de sinápsido biarmosuquio burnetiamorfo que vivió en Malawi durante el Pérmico. Solo se conoce a una especie, L. chiweta, reportada originalmente por Jacobs y colaboradores en 2005. El espécimen tipo fue descubierto a principios de la década de 1990 en el Lecho de Huesos Inferior del Pérmico (B1) en las capas de Chiweta de Malawi, las cuales se considera que se correlacionan con la Zona Faunística de Cistecephalus en el supergrupo Karoo en Sudáfrica, la Formación Usili de Tanzania y la Formación Madumabisa Mudstone de Zambia. El holotipo del género Lende es MAL 290, el cual incluye un cráneo casi completo y la mandíbula.